# Червенокръста астрилда
Червенокръстата астрилда (Estrilda rhodopyga) е вид птица от семейство Астрилдови (Estrildidae).

## Разпространение
Видът е разпространен в Бурунди, Джибути, Еритрея, Етиопия, Демократична република Конго, Кения, Малави, Руанда, Сомалия, Судан, Танзания, Уганда и Южен Судан.